# Allie Long
Alexandra "Allie" Long, född den 13 augusti 1987, är en amerikansk fotbollsspelare som spelar för Reign FC i USA. Long ingick i USA:s lag under Olympiska sommarspelen 2016 och VM i Frankrike 2019.